# Anton Alén
Anton Alén est un pilote de rallye finlandais né le 3 juin 1983 à Helsinki. Il pilote à compter de 2006 dans le championnat IRC.

## Biographie
Le grand-père de Anton Alén fut champion de Finlande de course sur glace et son père, Markku Alén, fut l'un des meilleurs pilotes des années 1980. 
Anton suit les traces de son père et commence à piloter en championnat de Finlande avant de participer au Rallye de Finlande 2005. En 2006 il s'engage dans le nouveau championnat I.R.C qui reprend une large part du championnat d'Europe de Rallye ainsi que le Rallye Safari. En 2007 il remporte le Rallye de Russie sur Fiat Grande Punto. Depuis 2007 il n'a pas réussi à remporter d'autres rallyes. 
En 2009 il annonce qu'il pilotera pour Proton en 2010. Mais l'équipe renonce à son engagement si bien que le pilote finlandais ne fait qu'une apparition sur une Ford Fiesta S2000. 

## Palmarès
- Rallye de Russie 2007.